# Silent Ways
Silent Ways – album studyjny duńskiej wokalistki Cæcilie Norby z udziałem zaproszonych muzyków: polskiego pianisty Leszka Możdżera, szwedzkiego kontrabasisty Larsa Danielssona oraz francuskiego gitarzysty Nguyên Lê. Wydawnictwo ukazało się 31 maja 2013 roku nakładem wytwórni muzycznej ACT Music.
Album dotarł do 27. miejsca duńskiej listy przebojów – Tracklisten.

## Lista utworów
1. „Stepping Stone” – 03:29
2. „Winter Lady” – 03:50
3. „In My Secret Life” – 03:22
4. „Papa Was A Rolling Stone” – 04:37
5. „Diamonds And Gold” – 03:53
6. „Like A Rolling Stone” – 03:53
7. „Hurt” – 04:51
8. „Hearts And Bones” – 05:09
9. „Silent Ways” – 03:31
10. „Have You Ever Seen The Rain” – 04:03
11. „Black Hole Sun” – 05:08
12. „Hymnen” – 04:16